# Юнатан Юганссон
Юнатан Ліллеброр Юганссон (фін. Jonatan Lillebror Johansson, нар. 16 серпня 1975, Стокгольм) — фінський футболіст шведського походження, що грав на позиції нападника. По завершенні ігрової кар'єри — тренер. З 2020 до 2022 року очолював тренерський штаб команди «ТПС». Відомий за виступами за клуб «Рейнджерс», у складі якого був дворазовим чемпіоном Шотландії, дворазовим володарем Кубка Шотландії та володарем Кубка шотландської ліги, а також у складі національної збірної Фінляндії.

## Клубна кар'єра
Юнатан Юганссон народився 1975 року в Стокгольмі. Розпочав займатися футболом у школі клубу «Паргас». Дорослу футбольну кар'єру розпочав 1994 року в основній команді того ж клубу, в якій грав до 1995 року, взявши участь у 23 матчах чемпіонату.
У 1995 році Юганссон став гравцем клубу «ТПС», у якому грав до 1997 року. У цьому ж році перейшов до естонського клубу «Флора», де зумів відзначитись 9 забитими голами в 9 матчах. Своєю грою за останню команду привернув увагу представників тренерського штабу клубу «Рейнджерс», до складу якого приєднався того ж 1997 року. За команду з Глазго фінський футболіст грав до 2000 року, став у його складі дворазовим чемпіоном Шотландії, дворазовим володарем Кубка Шотландії та володарем Кубка шотландської ліги.
У 2000 році Юганссон став гравцем англійського клубу «Чарльтон Атлетик», у складі якого грав до 2006 року, та був у його складі одним із основних гравців атакувальної ланки, у 2006 році нетривалий час перебував у оренді в іншому англійському клубі «Норвіч Сіті». У 2006—2008 роках футболіст грав у шведському клубі «Мальме». У 2008—2010 роках фінський швед грав у шотландських клубах «Гіберніан» та «Сент-Джонстон».
У 2010 році Юнатан Юганссон повернувся до Фінляндії, та знову став гравцем команди «ТПС», у складі завершив виступи на футбольних полях у 2011 році.

## Виступи за збірну
1996 року Юнатан Юганссон дебютував у складі національної збірної Фінляндії. У складі збірної грав до 2010 року. Загалом протягом кар'єри в національній команді, провів у її формі 106 матчів, забивши 22 голи.

## Кар'єра тренера
Юнатан Юганссон розпочав тренерську кар'єру відразу ж по завершенні кар'єри гравця, в 2011 році увійшовши до тренерського штабу шотландського клубу «Грінок Мортон», де пропрацював з 2011 по 2012 рік. З 2012 до 2015 року Юганссон входив до тренерського штабу шотландського клубу «Мотервелл». З 2016 до 2017 року він входив до тренерського штабу національної збірної Фінляндії. У 2017—2018 роках Юганссон входив до тренерського штабу свого колишнього клубу «Рейнджерс».
У 2018 році Юнатан Юганссон очолив шотландський клуб «Грінок Мортон», у якому працював до кінця 2019 року. У 2020 році колишній футболіст очолив свій колишній клуб «ТПС», у якому працював до кінця 2022 року.
| Дата       | Місто                       | Господарі            | Результат               | Гості              | Турнір            | Голи | Примітки |
| ---------- | --------------------------- | -------------------- | ----------------------- | ------------------ | ----------------- | ---- | -------- |
| 16-3-1996  | Ель-Кувейт                  | Кувейт               | 0 – 1                   | Фінляндія          | товариський матч  | 1    | 61'      |
| 12-2-1997  | Денізлі                     | Туреччина            | 1 – 1                   | Фінляндія          | товариський матч  | -    | 88'      |
| 21-2-1997  | Куала-Лумпур                | Малайзія             | 2 – 1                   | Фінляндія          | товариський матч  | -    |          |
| 23-2-1997  | Куала-Лумпур                | КНР                  | 2 – 1                   | Фінляндія          | товариський матч  | -    | 43'      |
| 30-4-1997  | Осло                        | Норвегія             | 1 – 1                   | Фінляндія          | Відбір до ЧС 1998 | -    | 74' 82'  |
| 8-6-1997   | Гельсінкі                   | Фінляндія            | 3 – 0                   | Азербайджан        | Відбір до ЧС 1998 | -    | 61'      |
| 20-8-1997  | Гельсінкі                   | Фінляндія            | 0 – 4                   | Норвегія           | Відбір до ЧС 1998 | -    | 46'      |
| 11-10-1997 | Гельсінкі                   | Фінляндія            | 1 – 1                   | Угорщина           | Відбір до ЧС 1998 | -    | 89'      |
| 5-2-1998   | Лімасол                     | Кіпр                 | 1 – 1                   | Фінляндія          | товариський матч  | 1    |          |
| 9-2-1998   | Ларнака                     | Словаччина           | 2 – 0                   | Фінляндія          | товариський матч  | -    |          |
| 25-3-1998  | Та-Калі                     | Мальта               | 0 – 2                   | Фінляндія          | товариський матч  | -    | 71'      |
| 22-4-1998  | Единбург                    | Шотландія            | 1 – 1                   | Фінляндія          | товариський матч  | 1    | 51'      |
| 27-5-1998  | Гельсінкі                   | Фінляндія            | 0 – 0                   | Німеччина          | товариський матч  | -    |          |
| 5-6-1998   | Гельсінкі                   | Фінляндія            | 0 – 1                   | Франція            | товариський матч  | -    | 68'      |
| 19-8-1998  | Кошиці                      | Словаччина           | 0 – 0                   | Фінляндія          | товариський матч  | -    | 75'      |
| 5-9-1998   | Гельсінкі                   | Фінляндія            | 3 – 2                   | Молдова            | Відбір до ЧЄ 2000 | 1    | 80'      |
| 10-10-1998 | Белфаст                     | Північна Ірландія    | 1 – 0                   | Фінляндія          | Відбір до ЧЄ 2000 | -    |          |
| 14-10-1998 | Стамбул                     | Туреччина            | 1 – 3                   | Фінляндія          | Відбір до ЧЄ 2000 | 1    | 89'      |
| 10-2-1999  | Та-Калі                     | Фінляндія            | 1 – 1                   | Польща             | товариський матч  | 1    |          |
| 31-3-1999  | Нюрнберг                    | Німеччина            | 2 – 0                   | Фінляндія          | Відбір до ЧЄ 2000 | -    |          |
| 5-6-1999   | Гельсінкі                   | Фінляндія            | 2 – 4                   | Туреччина          | Відбір до ЧЄ 2000 | -    |          |
| 9-6-1999   | Кишинів                     | Молдова              | 0 – 0                   | Фінляндія          | Відбір до ЧЄ 2000 | -    | 61'      |
| 18-8-1999  | Брюгге                      | Бельгія              | 3 – 4                   | Фінляндія          | товариський матч  | 2    | 74'      |
| 4-9-1999   | Гельсінкі                   | Фінляндія            | 1 – 2                   | Німеччина          | Відбір до ЧЄ 2000 | -    |          |
| 9-10-1999  | Гельсінкі                   | Фінляндія            | 4 – 1                   | Північна Ірландія  | Відбір до ЧЄ 2000 | 1    |          |
| 3-6-2000   | Рига                        | Латвія               | 1 – 0                   | Фінляндія          | товариський матч  | -    |          |
| 2-9-2000   | Гельсінкі                   | Фінляндія            | 2 – 1                   | Албанія            | Відбір до ЧС 2002 | -    | 58'      |
| 7-10-2000  | Афіни                       | Греція               | 1 – 0                   | Фінляндія          | Відбір до ЧС 2002 | -    | 64'      |
| 11-10-2000 | Гельсінкі                   | Фінляндія            | 0 – 0                   | Англія             | Відбір до ЧС 2002 | -    |          |
| 15-11-2000 | Дублін                      | Ірландія             | 3 – 0                   | Фінляндія          | товариський матч  | -    | 46'      |
| 28-2-2001  | Люксембург                  | Люксембург           | 0 – 1                   | Фінляндія          | товариський матч  | -    | 90'      |
| 24-3-2001  | Лондон                      | Англія               | 2 – 1                   | Фінляндія          | Відбір до ЧС 2002 | -    |          |
| 25-4-2001  | Будапешт                    | Угорщина             | 0 – 0                   | Фінляндія          | товариський матч  | -    | 87'      |
| 9-5-2001   | Курессааре                  | Естонія              | 1 – 1                   | Фінляндія          | товариський матч  | -    | 83'      |
| 2-6-2001   | Гельсінкі                   | Фінляндія            | 2 – 2                   | Німеччина          | Відбір до ЧС 2002 | -    | 72'      |
| 15-8-2001  | Гельсінкі                   | Фінляндія            | 4 – 1                   | Бельгія            | товариський матч  | -    | 63'      |
| 1-9-2001   | Тирана                      | Албанія              | 0 – 2                   | Фінляндія          | Відбір до ЧС 2002 | -    | 67'      |
| 5-9-2001   | Гельсінкі                   | Фінляндія            | 5 – 1                   | Греція             | Відбір до ЧС 2002 | -    | 81'      |
| 6-10-2001  | Гельзенкірхен               | Німеччина            | 0 – 0                   | Фінляндія          | Відбір до ЧС 2002 | -    | 66'      |
| 20-3-2002  | Картахена                   | Південна Корея       | 2 – 0                   | Фінляндія          | товариський матч  | -    | 82'      |
| 27-3-2002  | Порту                       | Португалія           | 1 – 4                   | Фінляндія          | товариський матч  | -    | 68'      |
| 17-4-2002  | Прилеп (Північна Македонія) | Північна Македонія   | 1 – 0                   | Фінляндія          | товариський матч  | -    | 72'      |
| 22-5-2002  | Гельсінкі                   | Фінляндія            | 2 – 1                   | Латвія             | товариський матч  | -    | 46'      |
| 21-8-2002  | Гельсінкі                   | Фінляндія            | 0 – 3                   | Ірландія           | товариський матч  | -    | 59'      |
| 7-9-2002   | Гельсінкі                   | Фінляндія            | 0 – 2                   | Уельс              | Відбір до ЧЄ 2004 | -    | 71'      |
| 16-10-2002 | Белград                     | Югославія            | 2 – 0                   | Фінляндія          | Відбір до ЧЄ 2004 | -    | 59'      |
| 12-2-2003  | Белфаст                     | Північна Ірландія    | 0 – 1                   | Фінляндія          | товариський матч  | -    | 61'      |
| 29-3-2003  | Палермо                     | Італія               | 2 – 0                   | Фінляндія          | Відбір до ЧЄ 2004 | -    | 35'      |
| 30-4-2003  | Вантаа                      | Фінляндія            | 3 – 0                   | Ісландія           | товариський матч  | 1    | 69'      |
| 22-5-2003  | Осло                        | Норвегія             | 2 – 0                   | Фінляндія          | товариський матч  | -    | 63'      |
| 11-6-2003  | Гельсінкі                   | Фінляндія            | 0 – 2                   | Італія             | Відбір до ЧЄ 2004 | -    | 79'      |
| 20-8-2003  | Копенгаген                  | Данія                | 1 – 1                   | Фінляндія          | товариський матч  | -    | 46'      |
| 6-9-2003   | Баку                        | Азербайджан          | 1 – 2                   | Фінляндія          | Відбір до ЧЄ 2004 | -    | 46'      |
| 28-4-2004  | Зениця                      | Боснія і Герцеговина | 1 – 0                   | Фінляндія          | товариський матч  | -    | 60'      |
| 28-5-2004  | Тампере                     | Фінляндія            | 1 – 3                   | Швеція             | товариський матч  | -    | 80'      |
| 18-8-2004  | Бухарест                    | Румунія              | 2 – 1                   | Фінляндія          | Відбір до ЧС 2006 | -    |          |
| 4-9-2004   | Тампере                     | Фінляндія            | 3 – 0                   | Андорра            | Відбір до ЧС 2006 | -    | 73'      |
| 9-10-2004  | Тампере                     | Фінляндія            | 3 – 1                   | Вірменія           | Відбір до ЧС 2006 | -    | 83'      |
| 13-10-2004 | Амстердам                   | Нідерланди           | 3 – 1                   | Фінляндія          | Відбір до ЧС 2006 | -    | 60' 72'  |
| 17-11-2004 | Мессіна (місто)             | Італія               | 1 – 0                   | Фінляндія          | товариський матч  | -    |          |
| 8-2-2005   | Строволос                   | Латвія               | 1 – 2                   | Фінляндія          | товариський матч  | 1    | 78'      |
| 9-2-2005   | Строволос                   | Кіпр                 | 1 – 2                   | Фінляндія          | товариський матч  | -    | 69'      |
| 26-3-2005  | Прага                       | Чехія                | 4 – 3                   | Фінляндія          | Відбір до ЧС 2006 | 1    | 78'      |
| 2-6-2005   | Гельсінкі                   | Фінляндія            | 0 – 1                   | Данія              | товариський матч  | -    | 76'      |
| 8-6-2005   | Гельсінкі                   | Фінляндія            | 0 – 4                   | Нідерланди         | Відбір до ЧС 2006 | -    | 28'      |
| 7-9-2005   | Тампере                     | Фінляндія            | 5 – 1                   | Північна Македонія | Відбір до ЧС 2006 | -    | 80'      |
| 8-10-2005  | Гельсінкі                   | Фінляндія            | 0 – 1                   | Румунія            | Відбір до ЧС 2006 | -    | 62'      |
| 12-10-2005 | Гельсінкі                   | Фінляндія            | 0 – 3                   | Чехія              | Відбір до ЧС 2006 | -    |          |
| 28-2-2006  | Ларнака                     | Фінляндія            | 0 – 0 д.ч. (1 – 3 п.п.) | Казахстан          | товариський матч  | -    | кап. 78' |
| 25-5-2006  | Гетеборг                    | Швеція               | 0 – 0                   | Фінляндія          | товариський матч  | -    | 66'      |
| 16-8-2006  | Гельсінкі                   | Фінляндія            | 1 – 2                   | Північна Ірландія  | товариський матч  | -    | 74'      |
| 2-9-2006   | Бидгощ                      | Польща               | 1 – 3                   | Фінляндія          | Відбір до ЧЄ 2008 | -    | 67'      |
| 6-9-2006   | Гельсінкі                   | Фінляндія            | 1 – 1                   | Португалія         | Відбір до ЧЄ 2008 | 1    | 65'      |
| 7-10-2006  | Єреван                      | Вірменія             | 0 – 0                   | Фінляндія          | Відбір до ЧЄ 2008 | -    | 83'      |
| 15-11-2006 | Гельсінкі                   | Фінляндія            | 1 – 0                   | Вірменія           | Відбір до ЧЄ 2008 | -    |          |
| 28-3-2007  | Баку                        | Азербайджан          | 1 – 0                   | Фінляндія          | Відбір до ЧЄ 2008 | -    | 86'      |
| 2-6-2007   | Гельсінкі                   | Фінляндія            | 0 – 2                   | Сербія             | Відбір до ЧЄ 2008 | -    | 62'      |
| 6-6-2007   | Гельсінкі                   | Фінляндія            | 2 – 0                   | Бельгія            | Відбір до ЧЄ 2008 | 1    |          |
| 22-8-2007  | Тампере                     | Фінляндія            | 2 – 1                   | Казахстан          | Відбір до ЧЄ 2008 | -    |          |
| 8-9-2007   | Белград                     | Сербія               | 0 – 0                   | Фінляндія          | Відбір до ЧЄ 2008 | -    | 78'      |
| 12-9-2007  | Гельсінкі                   | Фінляндія            | 0 – 0                   | Польща             | Відбір до ЧЄ 2008 | -    | 72'      |
| 13-10-2007 | Брюссель                    | Бельгія              | 0 – 0                   | Фінляндія          | Відбір до ЧЄ 2008 | -    | 89'      |
| 17-10-2007 | Гельсінкі                   | Фінляндія            | 0 – 0                   | Іспанія            | товариський матч  | -    |          |
| 17-11-2007 | Гельсінкі                   | Фінляндія            | 2 – 1                   | Азербайджан        | Відбір до ЧЄ 2008 | -    | 59'      |
| 21-11-2007 | Порту                       | Португалія           | 0 – 0                   | Фінляндія          | Відбір до ЧЄ 2008 | -    | 75'      |
| 2-2-2008   | Пафос (місто)               | Фінляндія            | 0 – 1                   | Польща             | товариський матч  | -    | 59'      |
| 6-2-2008   | Афіни                       | Греція               | 2 – 1                   | Фінляндія          | товариський матч  | -    | 76'      |
| 26-3-2008  | Софія (місто)               | Болгарія             | 2 – 1                   | Фінляндія          | товариський матч  | -    |          |
| 29-5-2008  | Анкара                      | Туреччина            | 2 – 0                   | Фінляндія          | товариський матч  | -    | 61'      |
| 2-6-2008   | Гельсінкі                   | Фінляндія            | 1 – 1                   | Білорусь           | товариський матч  | -    |          |
| 20-8-2008  | Гельсінкі                   | Фінляндія            | 2 – 0                   | Ізраїль            | товариський матч  | 2    |          |
| 10-9-2008  | Гельсінкі                   | Фінляндія            | 3 – 3                   | Німеччина          | Відбір до ЧС 2010 | 1    |          |
| 11-2-2009  | Лісабон                     | Португалія           | 1 – 0                   | Фінляндія          | товариський матч  | -    |          |
| 28-3-2009  | Кардіфф                     | Уельс                | 0 – 2                   | Фінляндія          | Відбір до ЧС 2010 | 1    |          |
| 1-4-2009   | Осло                        | Норвегія             | 3 – 2                   | Фінляндія          | товариський матч  | 1    |          |
| 6-6-2009   | Гельсінкі                   | Фінляндія            | 2 – 1                   | Ліхтенштейн        | Відбір до ЧС 2010 | 1    |          |
| 10-6-2009  | Гельсінкі                   | Фінляндія            | 0 – 3                   | Росія              | Відбір до ЧС 2010 | -    |          |
| 5-9-2009   | Ленкорань                   | Азербайджан          | 1 – 2                   | Фінляндія          | Відбір до ЧС 2010 | 1    |          |
| 9-9-2009   | Вадуц                       | Ліхтенштейн          | 1 – 1                   | Фінляндія          | Відбір до ЧС 2010 | -    |          |
| 10-10-2009 | Гельсінкі                   | Фінляндія            | 2 – 1                   | Уельс              | Відбір до ЧС 2010 | -    | 88'      |
| 14-10-2009 | Гамбург                     | Німеччина            | 1 – 1                   | Фінляндія          | Відбір до ЧС 2010 | 1    | 72'      |
| 18-1-2010  | Малага                      | Південна Корея       | 2 – 0                   | Фінляндія          | товариський матч  | -    | 60'      |
| 3-3-2010   | Та-Калі                     | Мальта               | 1 – 2                   | Фінляндія          | товариський матч  | -    | 83'      |
| 29-5-2010  | Краків                      | Польща               | 0 – 0                   | Фінляндія          | товариський матч  | -    |          |
| 3-9-2010   | Кишинів                     | Молдова              | 2 – 0                   | Фінляндія          | Відбір до ЧЄ 2012 | -    |          |
| 7-9-2010   | Роттердам                   | Нідерланди           | 2 – 1                   | Фінляндія          | Відбір до ЧЄ 2012 | -    | 69'      |
| Усього     |                             | Матчів (3 місце)     | 106                     |                    | Голів (4 місце)   | 22   |          |

## Титули і досягнення
- Чемпіон Шотландії (2):

«Глазго Рейнджерс»: 1998–1999, 1999–2000
- Володар Кубка Шотландії (2):

«Глазго Рейнджерс»: 1999, 2000
- Володар Кубка шотландської ліги (1):

«Глазго Рейнджерс»: 1999